# Digital Research
Digital Research, Inc. (DR oder DRI) war ein US-amerikanischer Software-Hersteller mit Firmensitz in Pacific Grove, Kalifornien, der u. a. die Betriebssysteme CP/M und DR DOS sowie die Benutzeroberfläche GEM auf den Markt brachte.

## Unternehmen

Altes Logo (vor März 1990)

Digital Research wurde von Gary Kildall im Jahr 1976 gegründet – ursprünglich als Intergalactic Digital Research –, um damit das Betriebssystem CP/M zu vermarkten. Während Kildall als Programmiergenie galt, übernahm seine Frau Dorothy die kaufmännische Leitung der neu gegründeten Firma. Das Unternehmen war die erste große Softwarefirma der Mikrocomputerwelt und bis zum Beginn der 1980er Jahre der führende Hersteller von Betriebssystemen für Personal Computer.
Ein Produkt des Unternehmens war das Betriebssystem CP/M („Control Program/Monitor“, später zumeist umgedeutet in „Control Program for Microcomputers“). Nach dem IBM Personal Computer von 1981, der den Erfolg der IBM-PC-Kompatiblen einleitete und einen neuen De-facto-Standard schuf – mit dem an CP/M angelehnten, aber inkompatiblen 86-DOS, das als PC DOS und MS-DOS vorinstalliert mitgeliefert wurde – entwickelte Digital Research CP/M ab 1985 mit DOS Plus, später DR DOS, auch zu MS-DOS kompatibel weiter. Der Versuch, mit GEM, einer Benutzeroberfläche in Fenstertechnik, den Mitte der 1980er Jahre noch recht wenig erfolgreichen Windows-Versionen von Microsoft Konkurrenz zu machen, war nur zu Anfang erfolgreich. Digital Research entwickelte außerdem auch das Datenformat für die Multimedia-CD und brachte mit „Groliers Enzyklopädie“ auf CD-ROM ein Lexikon auf den Markt, das als eines der ersten Produkte Hypertext für die Navigation einsetzte.
Im Jahr 1991 wurde das Unternehmen für 79,5 Mio. US-Dollar an Novell verkauft.

## Pionier bei Betriebssystemen

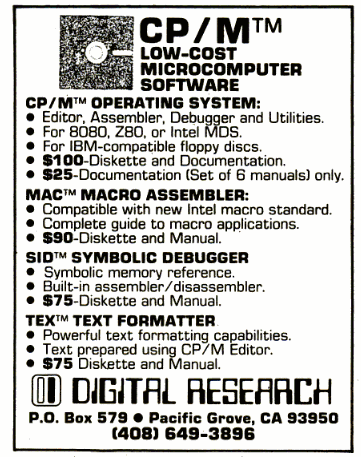
CP/M-Werbung (1978)

Digital Research verfügte bei der Gründung des Software-Unternehmens Ende 1975 bereits über das Betriebssystem CP/M, da Gary Kildall es ins Unternehmen einbrachte. Vor der Unternehmensgründung wurde das Betriebssystem vergeblich Intel zum Kauf angeboten. Anfangs bewarb und verkaufte man das Betriebssystem über Kleinanzeigen in Computerzeitschriften.
Als etabliertes System war CP/M eine mögliche Wahl für das zukünftige Betriebssystem des neuen IBM PC, jedoch verlor Digital Research mit CP/M schließlich gegen Microsofts MS-DOS. Bis heute sind die Gründe, warum zwischen Digital Research und IBM kein Vertrag zustande kam, Gegenstand von Spekulationen. IBM-Präsident John R. Opel wandte sich 1980 auf Vorschlag von Bill Gates an Digital Research, um den Kauf einer kommenden Version von CP/M namens CP/M-86 für den IBM PC auszuhandeln. Gary Kildall hatte die Verhandlungen seiner Frau Dorothy überlassen, da dies im Unternehmen so üblich war. Bevor die IBM-Vertreter den Zweck ihres Besuchs erläuterten, bestanden sie darauf, dass Dorothy Kildall eine Vertraulichkeitsvereinbarung unterschreibt. Auf Anraten des Anwalts Gerry Davis weigerte sich Dorothy Kildall, die Vereinbarung ohne Zustimmung ihres Ehemanns zu unterzeichnen. Dieser war außer Haus und versuchte später am Nachmittag, die Diskussion mit IBM voranzubringen. Allerdings widersprechen sich die Berichte darüber, ob er die Geheimhaltungsvereinbarung unterzeichnet hat und ob er sich jemals mit den IBM-Vertretern getroffen hat. Nach Angaben von Gary Kildall nahmen die IBM-Vertreter den gleichen Flug wie er und seine Frau nach Florida zu einer Urlaubsreise und es wurde weiterverhandelt. Da die Verhandlungen sich mit Digital Research schwierig gestalteten, beauftragte IBM kurzerhand die kleinere Firma Microsoft (damals Anbieter eines BASIC-Interpreters für Home- und Personal Computer: Microsoft BASIC) mit der Aufgabe. Microsoft beschaffte sich zu diesem Zweck 86-DOS (QDOS) von Seattle Computer Products, das Tim Paterson programmiert hatte. Dieser orientierte die Systemaufrufe an CP/M 2.2, um bereits vorhandene CP/M-Software möglichst einfach auf QDOS portieren zu können. Das Betriebssystem war daher CP/M sehr ähnlich.

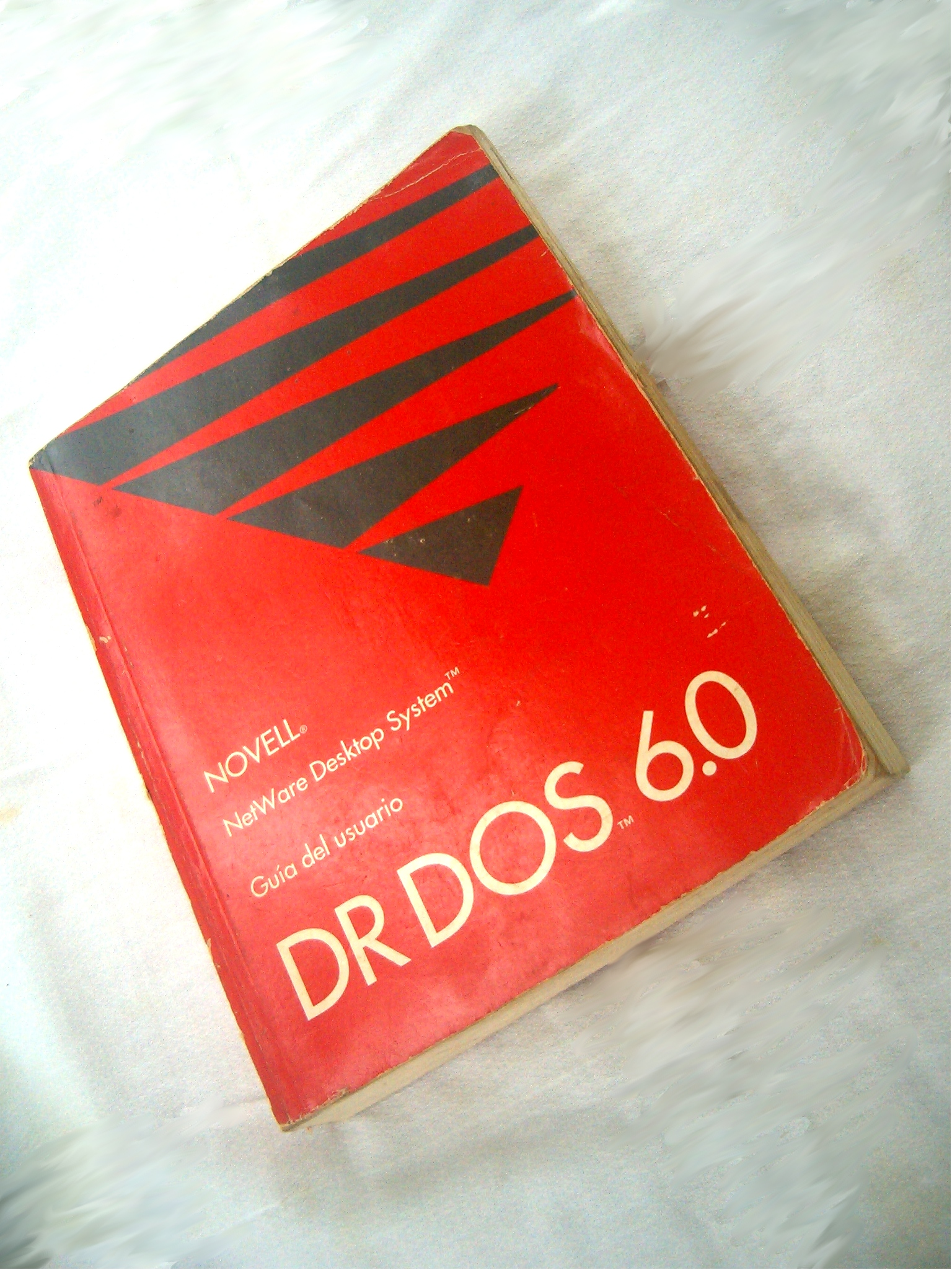
Das letzte von Digital Research entwickelte DR DOS (Bild: das Handbuch, bereits nach dem Verkauf an Novell)

Im Jahr 1983 entwickelte Digital Research mit dem Graphics Environment Manager, kurz: GEM, eine grafische Betriebssystem-Oberfläche, doch letztlich waren die Konkurrenten Apple und Microsoft erfolgreich. Mit der Version 3.0 von Windows geriet Digital Research immer weiter unter Druck. Obwohl GEM noch deutlich länger als Oberfläche der Atari-ST-Computer eingesetzt wurde, war Digital Research Anfang der 1990er als Hersteller von Betriebssystemen aus dem Rennen. Das multitaskfähige Concurrent CP/M kam 1984 auf den Markt. Im Mai 1988 brachte Digital Research mit DR DOS ein MS-DOS-kompatibles Betriebssystem auf den Markt, das zeitweise bis zu 15 % Marktanteil erreichte.